# Jules Buckley

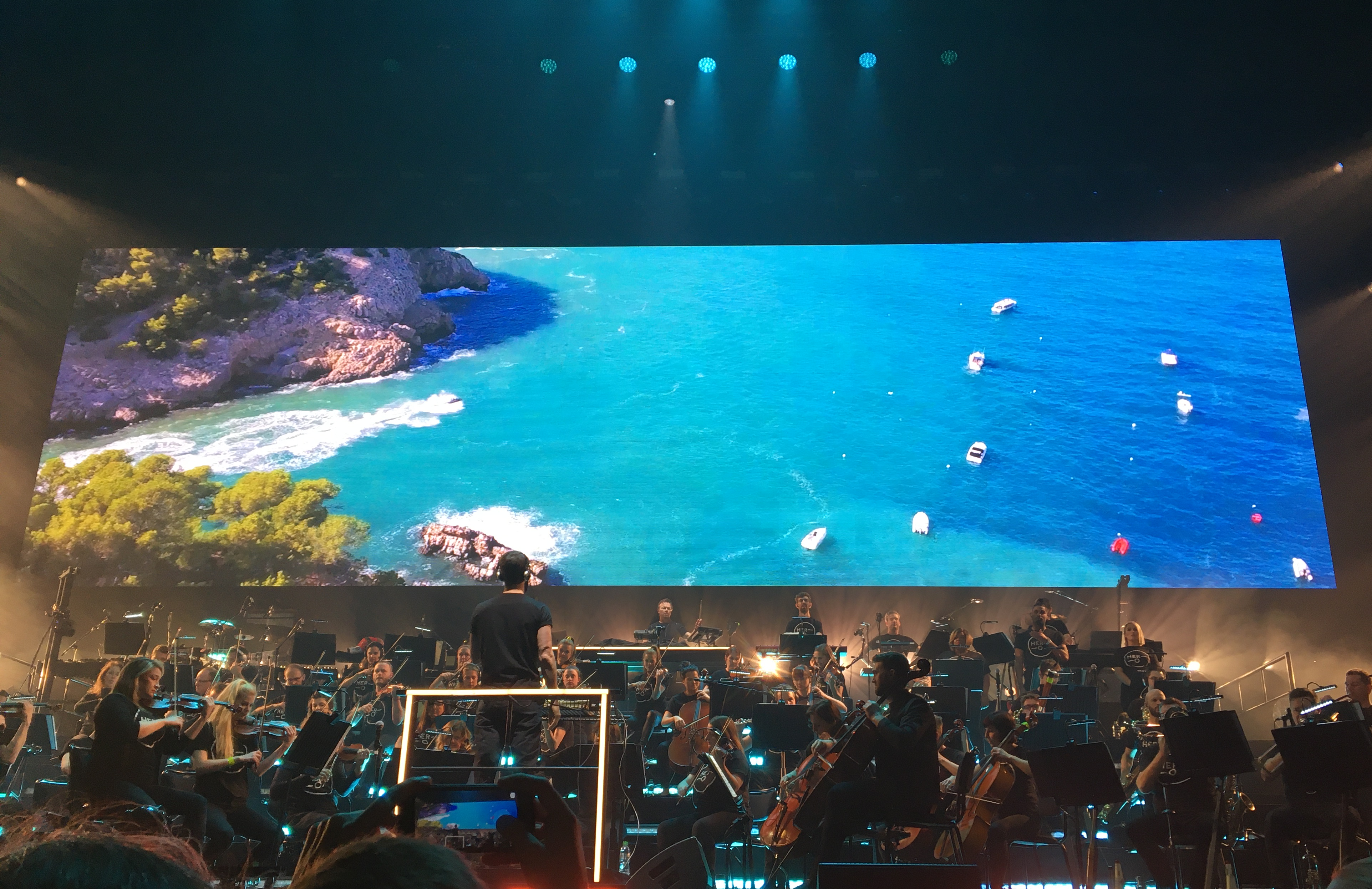
Jules Buckley mit dem Heritage Orchestra (2019)

Jules Buckley (* 8. Januar 1980 in Aylesbury, Buckinghamshire, Vereinigtes Königreich) ist ein englischer Dirigent, Komponist und Arrangeur. Er leitet das Metropole Orkest.

## Leben und Wirken
Buckley wuchs in Aylesbury auf. Er erhielt Trompetenunterricht in der Guildhall School of Music in London, da er ursprünglich Jazz-Trompeter werden wollte. Er wandte sich dann aber dem Dirigieren und der Komposition zu.
Im Jahr 2004 gründete er zusammen mit seinem Produzenten und Manager Chris Wheeler das Heritage Orchestra. 2008 wurde Buckley zum Ersten Gastdirigenten des Metropole Orkest ernannt, einem Orchester, das sich auf Jazz und elektronische Musik spezialisiert hat. 2013 wurde er dessen Chefdirigent.
Buckley arbeitete u. a. zusammen mit Ensembles und Orchestern wie der WDR Big Band, dem Royal Concertgebouw Orchestra, dem BBC Symphony Orchestra und dem Orchestre National d'Île de France.
Er arrangierte und dirigierte Caro Emeralds Album The Shocking Miss Emerald und Jacob Colliers Album Djesse Vol. 1.
Bei zahlreichen weiteren Projekten erfolgte eine Zusammenarbeit mit Künstlern wie José James, Patrick Watson, Gregory Porter, Tori Amos, Markus Stockhausen, Michael Kiwanuka, Jonathan Jeremiah, Basement Jaxx, Massive Attack, Arctic Monkeys, John Cale, Emeli Sandé, The Cinematic Orchestra, Jamie Cullum und Dizzee Rascal.
Buckley lebt in Berlin.

## Aufnahmen (Auswahl)
- Laura Mvula – mit Laura Mvula und dem Metropol Orkest, Label: RCA / Sony Music Entertainment, erschienen am 28. August 2014
- What Heat – mit Bokanté und dem Metropol Orkest, Label: Rough Trade / Pias/Real World, erschienen am 28. September 2018
- Symphony of Lungs – BBC Promo at the Royal Albert Hall – mit Florence + the Machine, Label: Universal Music, erschienen am 14. März 2025